# 斯潘塞鎮區 (印地安納州哈里森縣)
斯潘塞鎮區（英語：Spencer Township）是位於美國印地安納州哈里森縣的一個行政鎮區。

## 地方資料
根據2010年美國人口普查的數據，斯潘塞鎮區的面積為99.30平方千米，當中陸地面積為99.30平方千米，而水域面積為0.00平方千米。當地共有人口1855人，而人口密度為每平方千米18.68人。